# Xã Tewaukon, Quận Sargent, Bắc Dakota
Xã Tewaukon (tiếng Anh: Tewaukon Township) là một xã thuộc quận Sargent, tiểu bang Bắc Dakota, Hoa Kỳ. Năm 2010, dân số của xã này là 54 người.